# Твоє мирне небо
«Твоє мирне небо» — радянський художній фільм 1984 року, знятий режисерами Володимиром Горпенком та Ісааком Шмаруком на Кіностудії ім. О. Довженка.

## Сюжет
Головний герой фільму — головний конструктор нового зенітно-ракетного комплексу протиповітряної оборони «Заслон». Під час першого випробування «Заслона» сталася невдача. Запуск у серійне виробництво такого комплексу просто не може, не має права запізнитися — цей комплекс призначений протистояти новій американській зброї першого удару — бомбардувальнику «Блоу».

## У ролях
- Еммануїл Віторган — Михайло Самарін
- Людмила Ярошенко — Тетяна Годунова, спеціаліст з радіоелектроніки
- Костянтин Степанков — Глазовой, конструктор
- Василь Корзун — маршал Борисов
- Микола Дупак — Хохлов
- Валерій Цвєтков — генерал Недєїн
- Бадрі Какабадзе — Гурам
- Сергій Підгорний — Зубков
- Олександр Мовчан — Мітін
- Геннадій Болотов — епізод
- Марія Майкова — епізод
- Володимир Горпенко — епізод
- Микола Гудзь — епізод
- Олексій Колесник — епізод
- Анатолій Лук'яненко — епізод
- Микола Малашенко — епізод
- Віктор Маляревич — епізод
- Микола Олійник — епізод
- Валерій Панарін — епізод
- Ігор Слобідський — епізод
- Анатолій Соколовський — епізод
- Олександр Завальський — епізод

## Знімальна група
- Режисери — Володимир Горпенко, Ісаак Шмарук
- Сценарист — Олександр Бєляєв
- Оператор — Олексій Прокопенко
- Композитор — Марк Фрадкін
- Художник — Георгій Прокопець